# Frederick Coyett
Frederick Coyett, Coignet of Coijet (Stockholm, 1615 of 1620 – Amsterdam, 17 oktober 1687) is bekend geworden als de eerste Zweed die naar Japan en China reisde en als de laatste gouverneur van Nederlands Formosa. Coyet begon zijn carrière in 1643 als opperkoopman van de Vereenigde Oost-Indische Compagnie (VOC), was twee keer opperhoofd op Dejima en vervolgens gouverneur van Formosa. Nadat hij het eiland had uitgeleverd aan de Chinese krijgsheer Koxinga werd hij gevangengenomen en van hoogverraad beschuldigd. Hij werd op 11 juli 1665 ter dood veroordeeld, maar het vonnis werd niet uitgevoerd. In plaats daarvan volgde verbanning naar een van de meest afgelegen oorden op de Banda-eilanden.

## Biografie
Coyett was de zoon van Julius of Gillis Coyett, een muntmeester, en Catharina von Steinberg, de dochter van een koopman uit Stockholm. Zijn vader vertrok in 1629 naar Moskou en stierf er in het jaar 1634. Zijn broer Peter Julius Coyett studeerde aan het Athenaeum Illustre en rechten in Leiden. Hij werd een vooraanstaande Zweedse diplomaat en stierf tijdens de onderhandelingen bij de Vrede van Breda. Otto Coyett, een andere broer, had een glasblazerij in Moskou.
In 1643 trad Frederick Coyett in dienst als opperkoopman van de VOC. In 1644 was hij lid van de Raad van Justitie in Batavia. In juni 1645 trouwde Coyett met Susanna Boudaens of Boudaen. Door zijn huwelijk werd Coyett een zwager van François Caron, de gouverneur op Nederlands Formosa.

## Dejima
In 1643 waren tien leden van de bemanning van het schip de Breskens, waaronder de schipper Hendrick Cornelisz. Schaep door de Japanners van boord gelokt, gevangengenomen en naar Edo vervoerd. Een half jaar later kwamen de mannen weer vrij, toen Johan van Elseracq beloofde dat er een gezant langs zou komen om excuses aan te bieden. In het kader van de Nambu-affaire moest Coyett zich bemoeien met een oplossing. Hij reisde direct na zijn aankomst op 4 november 1647 naar Edo, maar werd niet ontvangen omdat hij volgens de Japanners niet de juiste papieren zou hebben. Op 16 januari 1648 werd hij met al zijn geschenken teruggestuurd naar Nagasaki. De shogun was namelijk ontstemd over het uitblijven van een ambassadeur van de Republiek der Zeven Verenigde Nederlanden. De gouverneur-generaal Cornelis van der Lijn en François Caron bedachten toen een diplomatieke charade: in 1649 stuurden zij "uit erkentelijkheid" een doodzieke jurist, de 50-jarige Peter Blokhovius, vergezeld van planken voor een lijkkist naar Japan als "ambassadeur".

## Formosa

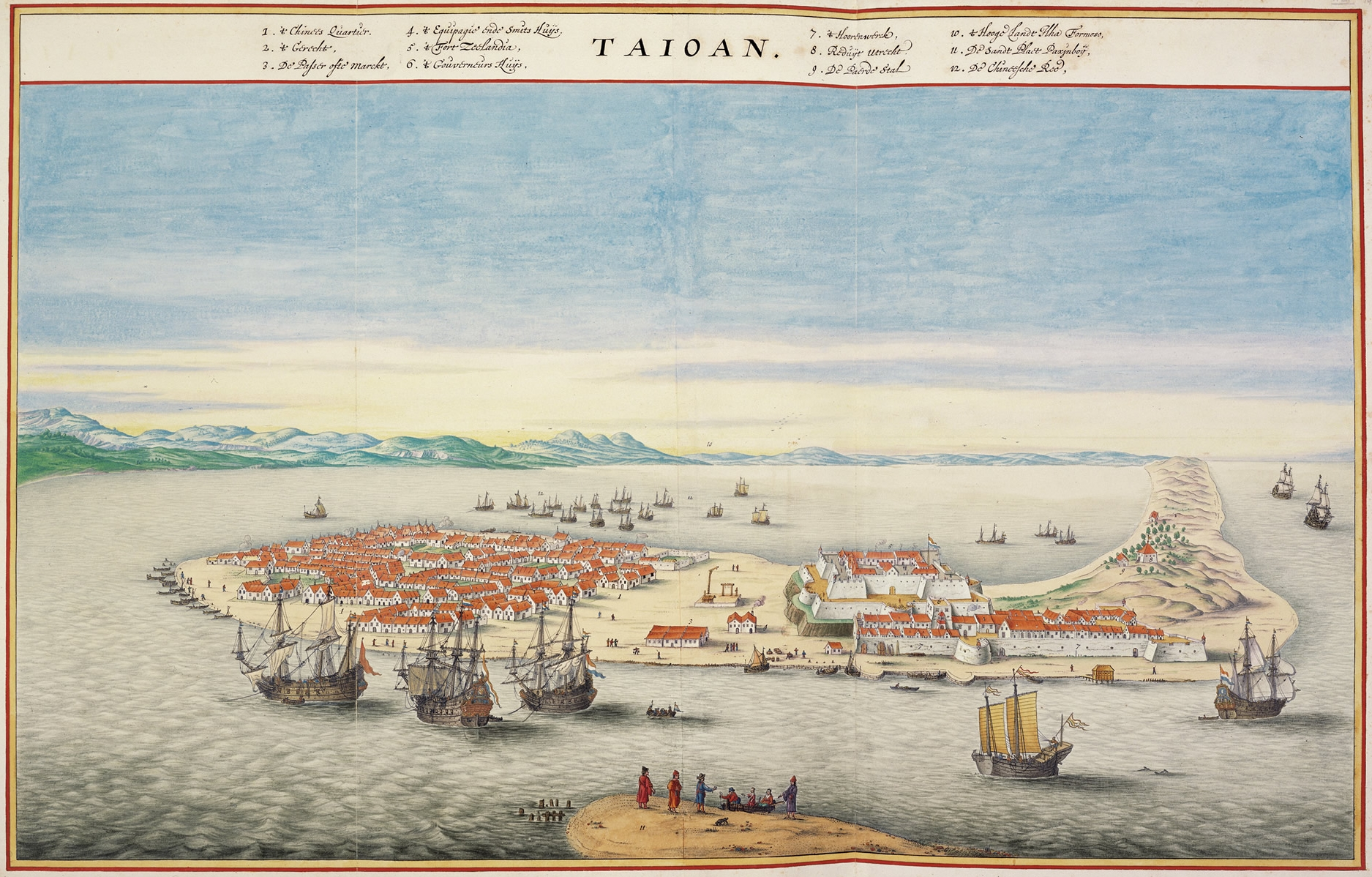
Waterverftekening van VOC-fort Zeelandia

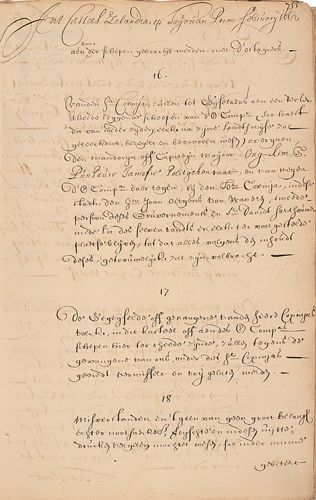
Het verdrag tussen Koxinga en Coyett die vrije aftocht verkreeg met behoud van wapens

In 1656 werd Coyett in Formosa benoemd als gouverneur. Het was duidelijk dat Koxinga ooit het eiland zou aanvallen, als hij op het vasteland in het nauw zou worden gedreven. In maart 1661 staken drie Chinese vloten onder leiding van Koxinga de Gele Zee over en positioneerden zich strategisch voor de westkust van het eiland. Daarna gingen 25.000 man aan land. Begin mei werd de stad Anping ontruimd en de huizen in brand gestoken toen de Chinezen naderden om de hoofdvestiging van de VOC op het eiland, Fort Zeelandia te belegeren.
Binnen de muren van het fort heerste door de langdurige belegering groot gebrek aan voedsel en drinkwater. Veel volk stierf aan waterzucht, buikloop en scheurbuik. De kerk en de pakhuizen lagen vol zieken en gewonden. De Chinezen wisten met 28 kanonnen een bres te schieten in de muur van het fort. Coyett werd na een belegering van negen maanden op 10 februari 1662 genoodzaakt tot overgave. Vanwege het verlies van het eiland Formosa en 1.600 manschappen werd hij bij aankomst in Batavia gevangengenomen. Vooral het verloren gaan van waardevolle handelsvoorraden woog daarbij zwaar. Hij werd na drie jaar gevangenschap berecht. Coyett werd van hoogverraad beschuldigd en op 11 juni 1665 ter dood veroordeeld. Op het schavot bleef het bij een symbolische zwaai met het beulszwaard over zijn hoofd. Coyett kreeg vervolgens te horen dat zijn straf was omgezet in verbanning naar het meest oostelijke eiland van de Indische archipel Rosengain, een van de Banda-eilanden.
In 1674 werd Coyett op verzoek van zijn kinderen en vrienden en op voorspraak van stadhouder Willem III vrijgelaten. In 1675 verscheen onder pseudoniem C.E.S. het geschrift  't Verwaerloosde Formosa, of Waerachtig verhael, hoedanigh door verwaerloosinge der Nederlanders in Oost-Indien, het eylant Formosa, van den Chinesen Mandorijn, ende zeeroover Coxinja, overrompelt, vermeestert, ende ontweldight is geworden dat waarschijnlijk van zijn hand is. In dit boek wordt de VOC beschuldigd van onwetendheid en nalatigheid omdat zij geen hulp had gestuurd toen Fort Zeelandia werd belegerd.
Coyett kocht in juni 1684 een nieuw gebouwd grachtenpand aan de Keizersgracht 458 te Amsterdam, op het terrein waar tot 1680 Pieter en François Hemony hun klokkengieterij hadden gehad. Hij ligt begraven in de Westerkerk.
- Biografisch Portaal: 96131086
- Gemeinsame Normdatei: 133353052
- International Standard Name Identifier: 0000 0000 1974 5919
- KulturNav: 3b320b42-72cb-43e2-bba1-328b1ec7389f
- Bibliotheek van het Japanse parlement: 00550481
- Nationale Bibliotheek van Tsjechië: jo20231196888
- Nederlandse Thesaurus van Auteursnamen: 085369756
- Virtual International Authority File: 65193691